# Tamba cosmoloma
Tamba cosmoloma là một loài bướm đêm trong họ Noctuidae.